# Hammer (Fachmarktkette)

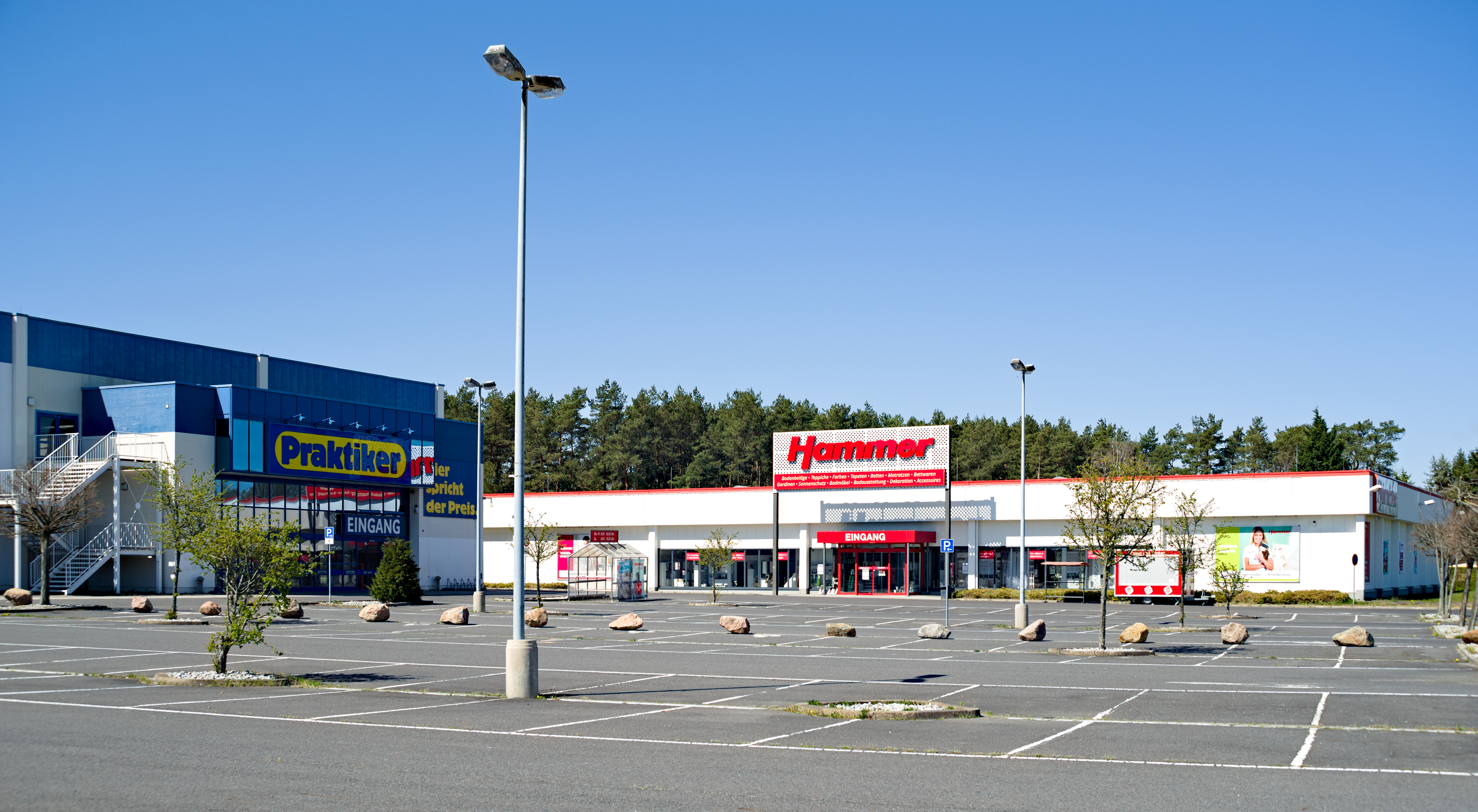
Hammer-Fachmarkt in Cottbus (2020)

Hammer ist eine deutsche Fachmarktkette, die Produkte und Services rund um das Thema Raumgestaltung anbietet. Sie ist die Einzelhandelsvertriebsschiene der Brüder Schlau GmbH & Co. KG, die ihre Zentrale in der ostwestfälischen Stadt Porta Westfalica hat.

## Unternehmensgeschichte
Anfang der 1970er Jahre eröffneten die ersten Bau- und Heimwerkermärkte in Deutschland. Daraufhin entwickelte Inhaber Eberhard Beeth ein eigenes Fachmarktkonzept – die Hammer Fachmärkte. 1976 wurden die ersten beiden Hammer Fachmärkte in Bremerhaven und Lübbecke eröffnet. Im Jahr 1996 eröffnete der 100. Markt. Mittlerweile gibt es mehr als 180 Hammer Fachmärkte.
Mit der Home Market GmbH mit Sitz in Aachen übernahm die Unternehmensgruppe Brüder Schlau zum 31. Dezember 2016 eine Fachmarktgruppe für Heimtextilien und Raumgestaltung, die Tapeten, Bodenbeläge, Farben, Gardinen und Serviceleistungen anbietet. Die Übernahme umfasste 69 Filialen, die zuvor unter den Namen Home Market, Ihr Teppichfreund und Teppich Essers betrieben wurden.
Neben den Verkäufern beschäftigt das Unternehmen Fachkräfte aus dem Bereich Handwerk. Hammer ist Arbeitgeber für Raumausstatter, Bodenleger sowie Polster- und Dekorationsnäher.
Aktuell (Stand 2023) beschäftigen die Hammer Fachmärkte mehr als 5.000 Mitarbeiterinnen und Mitarbeiter.
Im Juni 2025 hat das Amtsgericht Bielefeld einem Antrag der Brüder-Schlau-Gruppe auf Insolvenz in Eigenverwaltung stattgegeben, zum Generalbevollmächtigten der Gruppe wurde Yorck Streitbörger aus Bielefeld bestellt. Alle 180 Fachmärkte bleiben geöffnet.

## Sortiment
Hammer vertreibt Produkte aus den Sortimentsbereichen Farben, Tapeten, Bodenbeläge, Badmöbel und -textilien, Gardinen und Sonnenschutzsysteme, Markisen, Bettwaren, Matratzen, Polster- und Boxspringbetten sowie Wohnaccessoires. Die Warenversorgung der Hammer Fachmärkte erfolgt über die Zentrallager der Unternehmensgruppe Brüder Schlau.
Im Herbst 2017 ergänzte Hammer seinen stationären Handel um einen Click & Collect Shop.
Zusätzlich zu den Warengruppen bietet Hammer verschiedene Serviceleistungen an.

## Unternehmensstruktur
Unter dem Dach der Brüder Schlau GmbH & Co. KG bestehen folgende Tochterunternehmen als Betreiber der Fachmärkte:
- Hammer Fachmärkte für Heim-Ausstattung GmbH & Co. KG Nord
- Hammer Fachmärkte für Heim-Ausstattung GmbH & Co. KG West
- Hammer Fachmärkte für Heim-Ausstattung GmbH & Co. KG Süd-West
- Hammer Fachmärkte für Heimausstattung GmbH & Co. KG Ost
- Hammer Fachmärkte für Heim-Ausstattung GmbH & Co. Betriebs-KG Vechta
- Hammer Fachmärkte für Heim-Ausstattung GmbH & Co. Betriebs-KG Wesel
- Hammer Fachmärkte für Heim-Ausstattung GmbH & Co. Betriebs-KG Wolfenbüttel
- Hammer Fachmärkte für Heim-Ausstattung GmbH & Co. Betriebs-KG Tangermünde
- HK-Fachmärkte für Heim-Ausstattung GmbH & Co. KG

Komplementärin der Kommanditgesellschaften ist die Hammer System Management GmbH mit Sitz in Porta Westfalica.